# Fort-de-France
Fort-de-France este un oraș francez, prefectura departamentului și capitala regiunii Martinica, în Caraibe.